# Dickinson (comté de Franklin, New York)
Pour les articles homonymes, voir Dickinson.
Dickinson est une ville située dans le comté de Franklin, dans l'État de New York, aux États-Unis,. En 2010, elle comptait une population de 823 habitants, estimée au 1er juillet 2016 à 799 habitants.

## Démographie
Lors du recensement de 2010, la ville comptait une population de 823 habitants. Elle est estimée, en 2016, à 799 habitants.